# Around1/4 アラウンドクォーター
『around1/4 アラウンドクォーター』（アラウンドクォーター）は、緒之による日本のウェブトゥーン作品。漫画アプリ『comico』（NHN comico）内の「comico PLUS」にて、2016年7月20日から2017年6月14日まで連載された。
学生時代に同じ居酒屋でアルバイトをしていた男女5人が直面する「25歳前後（アラウンドクォーター）の壁」、「恋の分岐点」を、自分なりに乗り越える方法を見つけていく恋愛群像劇。
2023年7月より、朝日放送テレビにてテレビドラマが放送された。

## 登場人物
学生時代の元バイト仲間の5人組。
早苗（さなえ）
デザイナー。24歳。
明日美（あすみ）
事務員。24歳。
康祐（こうすけ）
営業。24歳。
直己（なおき）
ショップ店員。25歳。
一真（かずま）
美容師。22歳。

## 書誌情報
電子書籍のみでの発売。
- 緒之『around 1/4』 comico、全5巻
  1. 2018年7月12日発売
  2. 2018年8月9日発売
  3. 2018年9月12日発売
  4. 2018年10月12日発売
  5. 2018年11月12日発売

## テレビドラマ
『around1/4 アラウンド・クォーター』（アラウンド・クォーター）のタイトルで、2023年7月9日から9月24日まで、朝日放送テレビの「ドラマL」枠で放送された。主演は佐藤大樹（EXILE / FANTASTICS）。

### キャスト

#### 主要人物
新田康祐（にった こうすけ）〈25〉
演 -  佐藤大樹（EXILE / FANTASTICS）
ベンチャー企業の広告代理店の営業マン。
平田早苗（ひらた さなえ）〈25〉
演 - 美山加恋
康祐の元バイト仲間。高校時代から8年付き合ってきた彼氏から、唐突に別れを告げられる。
橋本明日美（はしもと あすみ）〈25〉
演 - 工藤遥
歳上の彼氏がいながら、早苗を合コンに誘っては、新しい恋人候補を探している。
横山直己（よこやま なおき）〈25〉
演 - 松岡広大
サパークラブの店員。康祐たちには話さない惑いを抱えている。同性愛者。
宮下一真（みやした かずま）〈24〉
演 - 曽田陵介
美容師。25歳を前に焦りと惑いを感じている。

#### NONKI
康祐たち5人が学生時代にアルバイトしていたカフェバー。
中村聡（なかむら さとし）
演 - 藤森慎吾（オリエンタルラジオ）
店長。
洋一（よういち）〈19〉
演 - 吉澤要人
アルバイト。

#### その他
正（ただし）〈35〉
演 - 平岡祐太
明日美の恋人。看護師。既婚者。
目黒瞬（めぐろ しゅん）〈23〉
演 - 阿久津仁愛
サパークラブのアルバイト。直己のパートナー。資産家の息子。
沢口あかり（さわぐち あかり）
演 - 里々佳（第2話 - ）
一真からカットモデルとしてスカウトされた女性。
マキ
演 - 林田岬優（第2話 - ）
康祐の元恋人。
林健太
演 - 三宅亮輔
早苗の高校時代からの恋人。早苗に別れを切り出す。
美和
演 - 福室莉音
一真の恋人。美容師。勤めている店でスタイリストに合格する。

#### ゲスト

##### 第2話
ヒロキ
演 - 柾木玲弥（第3話）
早苗と明日美の合コン相手。早苗を飼い猫のいる自宅に誘う。

##### 第3話
ユナ
演 - 安倍乙（第8話）
康祐の元カノ。約2か月前、ナナコに伴われ「NONKI」で康祐との復縁を迫るが断られ、大泣きする。
ナナコ
演 - 福地亜紗美（第8話）
康祐にユナとの復縁を迫るが、話し合いのうえ別れたので、関係ない奴はしゃしゃり出るなと言い返される。
トモ
演 - 横山涼
合コン後、明日美をホテルに誘うが、土壇場で断られる。

##### 第4話
丸山真吾
演 - 渡辺いっけい（特別出演）（第7話）
謎の金持ち男。新人の直己に興味を示す。
第7話で瞬をアフターに誘う。
長谷川
演 - 米崎亮（第5話・第8話）
サパークラブの店長。

##### 第6話
康祐の後輩
演 - 斉藤莉生
会社に資料を取りに来た際、休日出勤していた康祐と遭遇する。
木谷
演 - 八代崇司
一真の美容院の先輩。一真のシャンプーとセットの練習会に立ち会う。

##### 第7話
えみ
演 - 須田亜香里
正の妻。

##### 第8話
通りすがりの男
演 - アライジン
あかりが一真と美和の同棲するマンションを尋ねて来た際、通路をふさがれていたので通りたいと訴える。

### スタッフ
- 原作 - 緒之『around1/4 アラウンドクォーター』（comico）
- 脚本 - 武井彩、粟島瑞丸、灯敦生、富田未来[2]
- 音楽 - 鋭児、及川千春（鋭児）、藤田聖史（鋭児）[6]
- 主題歌 - FANTASTICS from EXILE TRIBE「It's all good」（rhythm zone）[14]
- オープニングテーマ - 鋭児「PEGASUS」（Off The Wall Record）[6]
- 監督 - 隈本遼平、富田未来、大山晃一郎[2]
- プロデューサー - 矢内達也（朝日放送テレビ）、箱森菜々花（AOI Pro.）、芝村至（AOI Pro.）[2]
- 制作協力 -  AOI Pro.
- 制作プロダクション - PADMA
- 制作著作 - 朝日放送テレビ

### 放送日程
※ 放送日は制作局・朝日放送テレビ基準。
| 話数   | 放送日  | サブタイトル                                       | 脚本     | 監督       |
| ------ | ------- | -------------------------------------------------- | -------- | ---------- |
| 第1話  | 7月09日 | セックスの何がそんなに良いの?                      | 武井彩   | 隈本遼平   |
| 第2話  | 7月16日 | 気持ち良いのは男だけでしょ?                        | 武井彩   | 隈本遼平   |
| 第3話  | 7月30日 | …本当に私のこと好き?                               | 粟島瑞丸 | 富田未来   |
| 第4話  | 8月07日 | 欲に正直に生きた方が得なの?                        | 灯敦生   | 大山晃一郎 |
| 第5話  | 8月20日 | どこからが、浮気ですか?                            | 粟島瑞丸 | 隈本遼平   |
| 第6話  | 8月27日 | 私のこと、気持ち良くして。                         | 灯敦生   | 富田未来   |
| 第7話  | 9月03日 | お前が気になってしょうがない                       | 富田未来 | 大山晃一郎 |
| 第8話  | 9月11日 | 今もほら…ドキドキしてる。                          | 富田未来 | 富田未来   |
| 第9話  | 9月17日 | …あほらしい。                                      | 武井彩   | 富田未来   |
| 最終話 | 9月24日 | いつになっても忘れない。このどーしようもない恋を。 | 武井彩   | 隈本遼平   |

- 7月23日は第151回全英オープンゴルフ最終日を生中継のため放送休止。
- 第3話は『甲子園への道』放送のため25分繰り下げ、翌0時20分 - 0時50分に放送。
- 第4話は「熱闘甲子園」放送のため30分繰り下げ、翌0時25分 - 0時55分に放送。
- 8月13日は第47回全英女子オープンゴルフ最終日を生中継のため放送休止。
- 第8話は『ポツンと一軒家2時間SP』放送のため1時間繰り下げ、翌0時55分 - 1時25分に放送。

| 朝日放送テレビ ドラマL                   | 朝日放送テレビ ドラマL                                      | 朝日放送テレビ ドラマL                                 |
| 前番組                                   | 番組名                                                      | 次番組                                                 |
| ---------------------------------------- | ----------------------------------------------------------- | ------------------------------------------------------ |
| ガチ恋粘着獣 （2023年4月10日 - 6月11日） | around1/4 アラウンド・クォーター （2023年7月9日 - 9月24日） | 18歳、新妻、不倫します。 （2023年10月15日 - 12月18日） |